# Atalaya Club
El Atalaya Club es un club deportivo ubicado en el barrio República de la Sexta de Rosario. Se destaca en el básquet local donde obtuvo 6 títulos de primera división y recientes participaciones en la Liga Federal (ex TFB), tercer división a nivel nacional.

## Historia
Fue el primero del barrio en ser fundado especialmente para practicar este deporte en una época en que todavía no había alcanzado su difusión y era menos que desconocido en los barrios. Se fundó el 11 de abril de 1934 bajo el nombre de Círculo Sportivo Social Atalaya. Se designó a Pedro Dogliotti como Presidente, puesto que no abandonaría por más de 20 años. Este fue figura fundamental en la creación y desarrollo del club. El 25 de marzo de 1936 se vio obligado a cambiar su denominación para poder afiliarse a la Asociación Rosarina y poder competir en los torneos oficiales de la entidad; surgió así como Atalaya Club. La primera camiseta oficial fue azul, con mangas y tenía la letra A en el frente.
En un principio, Atalaya se encontraba ubicado en La Paz y Laprida; fue ahí donde se construyó la primera cancha de polvo de ladrillo gracias a las donaciones y colaboración de los vecinos, quienes pusieron todo de sí para lo que sería el principio de este club tan amado por el barrio. Más tarde, debido a que Atalaya estaba quedando chico para la cantidad de socios, cambió de lugar, pasando por Viamonte 534 y Buenos Aires 2255, hasta que finalmente se trasladó a Juan Manuel de Rosas 2555, lugar donde se encuentra actualmente. Hoy en día en el club, además de básquet, se pueden practicar otros deportes, tales como: natación y vóley; cuenta también con un gimnasio y un quincho. 
En verano, se agrega la colonia de verano para los más pequeños, quienes disfrutan de distintas disciplinas del club, de campamentos y viajes cerca de Rosario.

### Primeros Años
El torneo de ascenso era todos contra todos, a dos ruedas y el campeón se enfrentaba contra el último de la A, para así disputar a 3 partidos el derecho a participar en primera. El partido decisivo se jugó faltando 2 fechas para el final. Fue contra el Tala, al que aventajaba por un punto y al que logró vencer para luego sí coronarse campeón del ascenso y esperar los desafíos frente a CAOVA, último de la A, a quien venció en sus 2 primeros cotejos, logrando así el tan ansiado ascenso.
Salió último y volvió a los torneos de ascenso. En el desarrollo de la campaña del 47 jugó con tanta eficacia que salió campeón del torneo perdiendo un solo encuentro. De acuerdo con la reglamentación en vigencia, tuvo que disputar frente a Molinos Río de la Plata el derecho a intervenir en el certamen principal del 48. El primer cotejo de la serie (al mejor de 3) lo ganó Atalaya por 45 a 39, en Universitario. En el segundo partido se impuso Molinos por 32 a 18, en Sportivo América. En el decisivo fue el azul quien consiguió imponerse, esta vez por 37 a 30, nuevamente en Universitario, Atalaya volvía a primera y a su vez surgía una nueva figura, Néstor Carriello.
Para esa altura, Alberto “Tito” Ornati ya era el capitán del equipo y el ídolo indiscutible de una hinchada que soñaba con coronarse en primera.
Empezaba a distinguirse un encuentro, un clásico, Atalaya – Sportsmen, que con el pasar de los años se convertiría en el clásico de la ciudad.
En 1948 regresó al básquet grande de la ciudad.
Fueron pasando los años y el equipo logró consolidarse en primera. Comenzaba a destacarse una de las promesas de las inferiores y futura figura: Carlos Ossola. En 1968 cumplía 20 años en primera, no estaba Ossola, y la falta de un exponente que se subiera el equipo al hombro influyó en un plantel con mayoría de juveniles. Salió penúltimo junto a L.N. Alem, pero en el desempate perdió y se fue al descenso (los 2 últimos descendían).
Dos nuevas incorporaciones devolvían las esperanzas del regreso. Por un lado Carlos Ossola, y por el otro, Alberto “Tito” Ornati, el máximo ídolo de la institución se hacía cargo del plantel. Quedando solo una fecha para la finalización del torneo ocupaba junto con N.O.B. el primer puesto. Sólo quedaban ellos en la carrera por el título, un solo lugar para subir a primera, y una fecha, la última, en la cual se enfrentarían a todo o nada. El encuentro finalizó 61-51. Atalaya con la estupenda tarea de Gómez con 19 unidades, Albanese con 15, y el empuje de Ossola, se coronaba nuevamente campeón.

### Años 70
En el año 71, logrando únicamente 7 victorias, descendería. Tres años más tarde volvería a primera división, Carriello era el técnico y ese año debutaba una de las promesas de las inferiores y futura gran figura del básquet: Daniel “Coco” Montanini. Recién en la sexta fecha de los desquites logró pasar a ocupar el tan ansiado tercer puesto, el que le daba el pasaporte al reclasificatorio. Sportsmen se consagraba campeón y obtenía el ascenso directo. Faltando definir los dos conjuntos para el cuadrangular, se jugaba “el encuentro”, en la penúltima fecha, Atalaya vs. Edison. Un punto de ventaja para el azul, ganar significaba la clasificación y así fue, 69-44, una derrota aplastante para lograr definitivamente el objetivo. Al reclasificatorio, a jugar en cancha neutral, lo integraron, el azul y Fortín, ambos de la B, y Velocidad y Estudiantil por ser último y penúltimo de la A. Se produjo un triple empate. Atalaya, Fortín Barracas Y LRE con cuatro unidades tenían que definir en un desempate, a jugar en cancha de N.O.B, a una rueda, los dos ascensos. Con igual número de victorias que de partidos disputados el azul lograba el retorno. Se retiraba con grandeza, Carlos Ossola.
Fue en 1978 el año en que pudo producirse el milagro del primer campeonato en la máxima categoría, pero no se dio. Clasificó al cuadrangular final junto con NOB, RC y Horizonte, pero terminó 3.º. La venta de Montanini en el 79 a los canallas dejaba al plantel sin su mejor jugador.

### Década del 80: Debacle Institucional
Producto de una sangría de jugadores y una pésima campaña descendería. Pero no se iría solo, en la penúltima fecha le ganaría el clásico a Sportsmen y lo condenaría al descenso.
En el torneo del 87 salió primero y enfrentó a Velocidad y Resistencia por cuartos de final. La serie favoreció a Atalaya, que la ganó 2-0. Se estaba en semifinal, a dos victorias de volver a primera (los dos finalistas subían directo). Logró imponerse 2 –1, tras comenzar la serie con una derrota. Atalaya retornaba a primera, junto con Spu.
Nadie se imaginaba lo que vendría. La peor etapa deportiva e institucional.
Todos los jugadores se fueron del club a tal punto que solo se presentó pre-mini y mini en los torneos oficiales de la rosarina en representación del mismo. No estando en condiciones de presentar primera división el azul se veía obligado a empezar a jugar recién en 1990 en la última categoría del básquet rosarino, en la C. Eso no fue todo, el presidente de la institución, Eduardo Colombo, dirigía al club con distintas anormalidades e irregularidades, a tal punto que se llegó a la intervención por parte de la justicia, desencadenando en elecciones y la llegada de Valensizi como nuevo presidente.

### Década del 90: Resurgimiento y Campeonato de Primera
Bajo la dirección de Juan García, se iniciaría el resurgimiento deportivo. En el 91 perdió la final con Unión de Arroyo Seco. El hecho de haber clasificado para jugarla ya lo depositaba en la B.
En 1992 todo continuaba en forma perfecta, terminó en el segundo puesto, clasificando en forma directa a semifinales. Solo había que ganar la serie y empezar a festejar el tan ansiado retorno. Lamentablemente no fue tan fácil. América robó el primer partido en el Ornati por 63 a 66. El Azul logró imponerse en el segundo cotejo, en suplementario y luego de arrancar el partido por 20 puntos abajo, por la mínima diferencia, 78 a 77, y en el tercero por 70 a 62. Si bien se había retornado a primera, no se quería dejar pasar la oportunidad de coronarse campeón de la categoría, y así fue, venció a Echesortu en la final, se consagraba por cuarta vez campeón de la categoría.
1997 fue el año de la coronación.
Campeón con los jugadores de las inferiores, con los consagrados que vinieron a sumar con humildad y trabajo, con Pío y su mística ganadora.

### 2006: Campeonato Desierto
A las instancias definitivas del torneo local llegaron El Tala, Echesortu, Atalaya y Sportsmen Unidos. Los cruces del top cuatro eran atractivos. Por un lado, el ‘Rojo’ que asomaba como candidato enfrentaba a ‘Eche’ y por otro, el siempre apasionante, clásico de la Sexta.
En la serie entre El Tala y Echesortu, las cosas arrancaron bien para el equipo de la Sexta, catalogado como el favorito, que se impuso en el primer partido. Pero el conjunto dirigido en ese momento por Gabriel Tomasetti, sacó su mejor versión y dio vuelta la serie, 3 a 1. De esta manera, ‘Eche’ fue catapultado a la final como el nuevo candidato.
Sin embargo, los incidentes en la otra serie impidieron esa disputa.
La semifinal del conflicto, cruzaba una rivalidad de antaño entre Sportsmen y Atalaya. En esa temporada, ya se habían cruzado diez veces, aunque sin sacarse grandes ventajas.
La serie arrancó pareja, el ‘Azul’ se impuso como local de la mano de Sebastián Garnero, por 89 a 81. Sportsmen hizo lo propio en su cancha, victoria por 85 a 72 y serie igualada. De esta manera, aseguraban un cuarto partido; que nunca iba a llegar.
El conflicto apareció en el tercer juego, disputado en el Alberto Ornati. Las cosas parecían ser favorables para el dueño de casa, era victoria 86-66 y a esperar por el cuarto encuentro. “Terminó el partido, ellos se fueron y después no sé qué sucedió, dijeron problemas de hinchas, pero en verdad nunca se supo”, confesó el entrenador de Atalaya, Gustavo Móndolo. El DT continuó: “Había intereses contrapuestos entre la dirigencia del club y la Rosarina. Al año siguiente, salió la sanción de 11 fechas para Atalaya, lo cual hizo que se fuera al descenso”. Dicho castigo, fue impuesto por el Tribunal de Disciplina, que concluyó en la suspensión de afiliación del ‘Azul’ por el término de 180 días y una multa de 15 aranceles de juez de categoría. Este, fue un fallo sin precedentes en el básquet local.

### 2010-Actualidad
A principios de esta década, el club empezó una reestructuración dirigencial que llevó al básquet a su mejor época. La llegada a la presidencia de Sol Nieto y de Mariano Junco como DT, en 2016, fue el comienzo del proyecto que hoy rinde sus frutos. 
La primera muestra del progreso, fue en la noche del 3 de julio de 2017, con el Rodolfo Carrillo como escenario y con CAOVA como rival. Exactamente 20 años después del trofeo levantado por Piva, Garnero y compañía, volvían a estar en la cima del básquet rosarino. Con un clima tenso, Atalaya venció al ‘Funebrero’ 72 a 60. Sobre el final de la primera mitad, se registraron algunos incidentes que demoraron el comienzo del tercer cuarto. Estuvo en dudas la continuación del partido, pero el ‘Azul’ se coronó.
En 2016, participaron del Federativo y en 2017, fueron invitados por la CABB para disputar el Torneo Federal por primera vez, categoría en la que con mucho esfuerzo hoy se mantienen. Volviendo al plano local, a tres meses de la primera conquista de esta camada, buscaban cerrar un fantástico 2017. En vísperas de Navidad, consiguieron el bicampeonato de Rosarina, ganándole 57 a 54 a El Tala en el Claudio Newell.

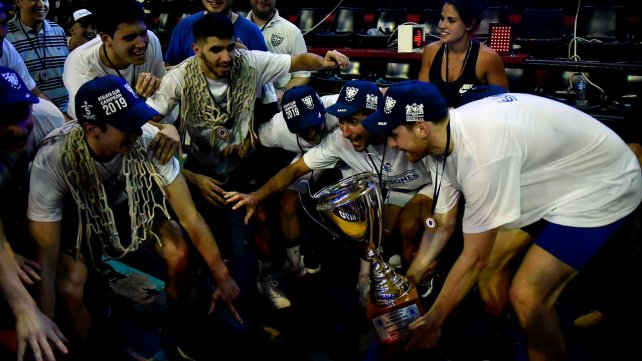
El plantel celebrando el título de 2019

Al principio de la temporada, la local pareció ubicarse en segundo plano para el ‘Azul’, debido a la participación en el Torneo Federal. Pero no fue así, la cuarta estrella llegó en el cierre del 2018, conquistando nuevamente el cuadrangular final. Como toda final, estuvo cargada de emociones, pero para el entrenador de Atalaya, era especial. Enfrentaba a Talleres RPB, el club de toda su vida. En un encuentro muy apretado y que pudo ser para cualquiera, el equipo de la Sexta venció 73 a 68 y se quedó con la corona. Eran líderes indiscutibles en la ciudad.
El 2019 estuvo marcado por dos noches increíbles. La primera, fue versus Villa Mitre en Bahía Blanca, por el quinto juego de los cuartos de final del Federal, una gran caravana acompañó al ‘Azul’ desde Rosario. El equipo, se quedaba en la puerta de las semis.

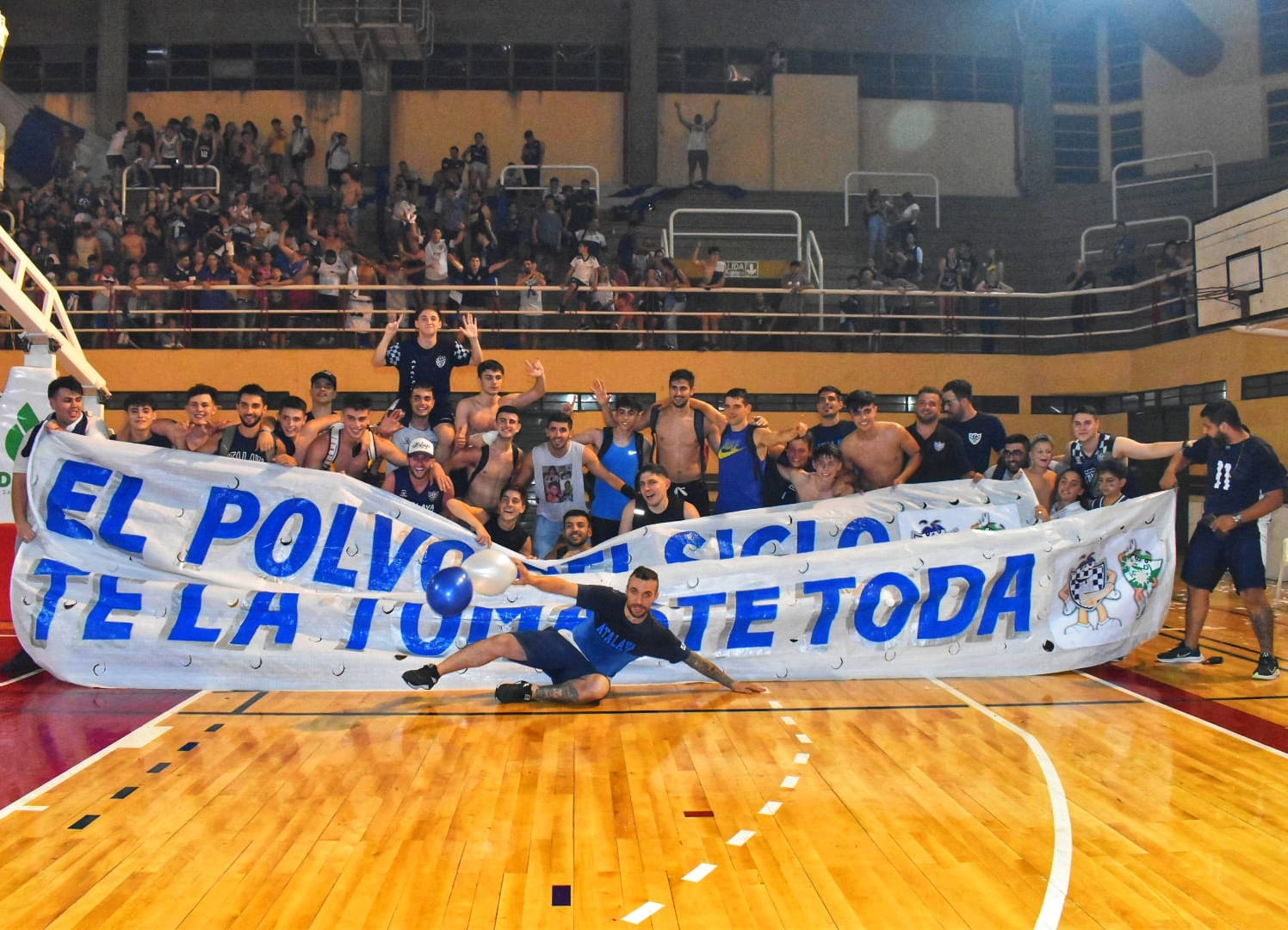
Festejos luego de la final vs Sportsmen el 10 de diciembre de 2021

Sin embargo, tuvieron la oportunidad de festejar en el año. Eliminando a Echesortu 72 a 65 en el tercer partido, llegaron al cuadrangular final de Superliga, junto a Unión y Progreso, El Tala y Temperley. Atalaya, de principio a fin, fue el dominador del certamen y no tuvo problema en ninguno de los tres encuentros. En la última fecha venció al ‘Negro’ de la Sexta, por 79 a 59.
La noche del 10 de diciembre de 2021, quedará marcada a fuego en la retina y los corazones de los hinchas ‘Azules’. Nada más y nada menos que contra su clásico rival, Sportsmen Unidos.
Tras 555 días para conocer al campeón en el cruce Alberdi, El Azul venció por 88-73 a Unión y Progreso para consagrarse campeón de la Copa 95° Aniversario de la ARBB, certamen que inició en 2021 y culminó en 2023.

## Uniforme
Titular: Azul Marino con vivos en Blanco.
Alternativo: Blanco con vivos Azules.
Titular
Alternativo
Otros
1940-1970
1936